# سیارک ۴۶۲۳
سیارک ۴۶۲۳ (به انگلیسی: 4623 Obraztsova، نامگذاری:1981UT15) چهار هزار و ششصد و بیست و سومین سیارک کشف شده‌است که در ۲۴ اکتبر ۱۹۸۱ کشف شد.
قدر مطلق سیارک برابر ۱۲٫۹۰ است.